# 사랑하는 마도리
사랑하는 마도리(恋するマドリ 고이스루 마도리[*])는 2007년 8월 18일에 개봉한 아라가키 유이 주연의 일본 영화이다. 인테리어숍 'Francfranc'의 15주년 기념작품으로 제작되었다.

## 줄거리
독립해서 혼자 살게 된 미대생 유이와, 유이가 살던 집에 이사 온 여성 아츠코, 윗집에 사는 청년 타카시.
유이는 타카시에게 호감을 느끼고 있지만, 아츠코와 타카시가 교제했던 것을 알게 된 유이는 고민에 빠지고, 성장해 간다.

## 출연
- 유이 (아오키 유이) : 아라가키 유이
- 타카시 (오노 타카시) : 마쓰다 류헤이
- 아츠코 (준다 아츠코) : 키쿠치 린코
- 사탄 고코시쿠 : 나카니시 마나부 (신일본 프로레슬링)
- 다나카 실장 : 피에루 타키
- 사치 : 히로타 도모나히로타 토모나
- 갸루 : 마리에
- 헤라클레스 작업원 : 세키모토 다이스케 (대일본 프로레슬링)
- 헤라클레스 작업원 : 아부도라 코바야시 (대일본 프로레슬링)
- 헤라클레스 작업원 : 맘모스 사사키 (프로레슬링 FREEDOMS)
- 레프리 : KABA.짱
- 노다 키츠코 : 우츠미 케이코
- 시노하라 노리오 : 야베 타로
- 마이 : 에구치 노리코
- 아키라 : 세라 마사노리

## 음악
- O.S.T. : 스네오헤어
- 주제가 : 아라가키 유이 - 메모리즈
- 삽입곡 : 스네오헤어 - 전해줘 (伝えてよ 쓰타에테요[*])

## 스태프
- 감독 : 오쿠 아키코
- 각본 : 가케히 마사야, 오쿠 아키코
- 기획 : 겐조 토오루, 쓰기하라 에쓰코
- 제작총지휘 : 다카시마 이쿠오, 마쓰다 히로코, 오시다 쿄쇼
- 제작 : 우에하라 히로유키, 햣키 히로시, 사사키 시로, 가와시로 가즈미, 가메야마 게이지, 다테노 기요히코, 야마다 켄타로, 혼마 카오루
- 촬영 : 야마자키 유
- 조명 : 오시타 에이지
- 녹음 : 고리 히로미치
- 미술 : 고즈미 고지
- 편집 : 이마이 츠요시
- 조감독 : 아라카와 에이지
- 일러스트 : 가와무라 후코
- 스틸 : 스즈키 사유리
- 제작위원회 : BALS, 오피스 시리우스, 반다이 비주얼, TV 아사히, 서니 사이드 업, 레프로 엔터테인먼트